# Antillas Neerlandesas en los Juegos Olímpicos de Múnich 1972
Las Antillas Neerlandesas estuvieron representadas en los Juegos Olímpicos de Múnich 1972 por dos deportistas masculinos que compitieron en dos deportes.
El portador de la bandera en la ceremonia de apertura fue el tirador Bèto Adriana. El equipo olímpico no obtuvo ninguna medalla en estos Juegos.